# Noitibó-de-moçambique
O Noitibó-de-moçambique (Caprimulgus fossii) é uma espécie de noitibó da família Caprimulgidae. Habita essencialmente na África a sul do equador, mas entra nos trópicos durante o Verão do Hemisfério Norte. Existe uma raça isolada na Guiné Equatorial e no oeste do Gabão. É um visitante sazonal no norte da República Democrática do Congo, no norte da Tanzânia, no sul do Quénia e no sul do Uganda, e habita todo o ano na África do Sul, Angola, Botswana, Burundi, República do Congo, Lesoto, Malawi, Moçambique, Namíbia, Ruanda, Essuatíni, Tanzânia, Zâmbia e Zimbábue.

## Piado
O piar do noitibó-de-moçambique é um "zumbido" prolongado, que alterna entre um ritmo rápido e lento cada segundo; nisso distingue-se tanto do noitibó-rabilongo como do Caprimulgus clarus, similares, mas que produzem um som rápido e lento, respectivamente

## Subespécies
- C. f. fossii –  Gabão ocidental
- C. f. welwitschii – planaltos centrais e costa ocidental
- C. f. mossambicus – terras baixas da África oriental
- C. f. griseoplurus – sazonalmente no norte do Botswana[2]